# Бъкингамшър
Бъкингамшър (на английски: Buckinghamshire) е административно и церемониално графство в регион Югоизточна Англия. В състава му влизат 5 общини на обща площ от 1874 квадратни километра. Сред тях общината Милтън Кийнс има статут на унитарна единица в състава на графството. Населението на областта към 2010 година е 739 600 жители. Административен център е град Айлсбъри.

## География
Графството е разположено в средната южна част на Англия и е част от регион Югоизточна Англия. На изток граничи с графства Бедфордшър и Хартфордшър. На север и запад са разположени съответно графствата Нортхамптъншър и Оксфордшър. В югоизточна посока е Голям Лондон, а на юг е графство Бъркшър.
Бъкингамшър се простира на територия от 1874 квадратни километра, което го нарежда на 32-ро място от 48 графства в Англия.
Двете най-високи точки в областта са „Хадингтън Хил“ и „Комб Хил“, издигащи се на 267 метра над морското равнище.
През територията на графството протичат две от четирите най-дълги реки в Англия. На юг, река Темза формира част от границата с област Бъркшър. В северната част, река Грейт Оузи протича през общината Милтън Кийнс.

### Административно деление
| Област / графство | Община        | Община | Главен град  | Други селища                        |
| ----------------- | ------------- | ------ | ------------ | ----------------------------------- |
| Бъкингамшър       | Южен Бъкс     |        | Денхам       | Бекънсфийлд, Бърнхам, Джерардс Крос |
| Бъкингамшър       | Чилтърн       |        | Амършам      | Чесъм                               |
| Бъкингамшър       | Уикъмб        |        | Хай Уикъмб   | Принцес Рисбъро, Марлоу             |
| Бъкингамшър       | Айлсбъри Вейл |        | Айлсбъри     |                                     |
| Бъкингамшър       | Милтън Кийнс  |        | Милтън Кийнс |                                     |

## Демография
Изменение на населението на графството за период от три десетилетия 1981-2010 година:
| година    | 1981    | 1991    | 2001    | 2010    |
| --------- | ------- | ------- | ------- | ------- |
| население | 568 900 | 634 000 | 691 800 | 739 600 |

Разпределение на населението по общини:
| Община                   | Площ km2 | Население (2010) | Гъстота (жители/km2) |
| ------------------------ | -------- | ---------------- | -------------------- |
| Южен Бъкс                | 141.28   | 67 500           | 478                  |
| Чилтърн                  | 196.35   | 91 400           | 465                  |
| Уикъмб                   | 324.57   | 164 800          | 508                  |
| Айлсбъри Вейл            | 902.75   | 174 400          | 193                  |
| Милтън Кийнс (автономна) | 308.63   | 241 500          | 782                  |
| Общо                     | 1874     | 739 600          | 395                  |